# Hyposmocoma malacopa
Hyposmocoma malacopa là một loài bướm đêm thuộc họ Cosmopterigidae. Nó là loài đặc hữu của Oahu. Loài địa phương ở núi Koolau.